# Yuri & Neil
Yuri & Neil sind eine Indie-Pop-Band aus Berlin. Die Band erreicht im Herbst 2017 mit ihrem selbst produzierten Emoji-Musikvideo zur Single Dolphin mediale Aufmerksamkeit.
Der Bandname setzt sich zusammen aus den Vornamen von Yuri Gagarin und Neil Armstrong.

## Geschichte
2015 nahmen Yuri & Neil die Singles Saved My Soul und Sweet Divorce in den Yeah Yeah Yeah Studios in Hamburg auf. 2017 veröffentlichte die Band die EP Sondermaterial selbständig bei Bandcamp und auf einer limitierten Kompaktkassette. Sie beinhaltet die Songs Pretty Will und Carrying Wheel. Aufgenommen wurde die EP in den Monojo Studios in Kanin.
Im selben Jahr nahmen Yuri & Neil die Single Dolphin mit dem Berliner Produzenten Tim Tautorat (u. a. AnnenMayKantereit, The Kooks) in den Hansa Studios Berlin auf. Die Online-Plattform 9GAG teilte einen Ausschnitt des Musikvideos mit einem Millionenpublikum auf Facebook. Nur Stunden später war die Band in Verhandlungen mit großen Musiklabels (u. a. Universal Music, Warner Music, und Sony Music) und unterschrieb innerhalb 24 Stunden nach Videoveröffentlichung einen Plattenvertrag beim Major-Label Sony Music.
Es folgten, neben zahlreichen Presseartikeln, mehrere Auftritte und Interviews im Deutschen Fernsehen (u. a. ZDF, rbb Fernsehen, RTL II).

## Diskografie
- 2015: Saved My Soul (Single)
- 2015: Sweet Divorce (Single)
- 2017: Sondermaterial (EP)
- 2017: Dolphin (Single)
- 2019: The Hype (Single, Motor Music)[9]